# بني زيكي
بني زيكي إحدى بلديات دائرة بوزغن التابعة لولاية تيزي وزو.

## مواضيع ذات صلة
- بلديات ولاية تيزي وزو
- دوائر ولاية تيزي وزو